# Le Chevalier Tempête
Pour les articles homonymes, voir Tempête (homonymie).
Le Chevalier Tempête est un feuilleton télévisé français en treize épisodes de 25 minutes, créé par André-Paul Antoine et Pierre-Aristide Bréal, réalisé par Yannick Andréi, et diffusé du 1er au 22 octobre 1967 sur la deuxième chaîne de l'ORTF.
Au Québec, la série a été diffusée à partir du 15 juillet 1967 à la Télévision de Radio-Canada.

## Synopsis
Beau garçon, soldat intrépide, héros fameux du siège de La Rochelle, où il a combattu l'année précédente, le chevalier François de Recci a été surnommé « Le Chevalier Tempête » par ses soldats en raison de sa valeur et de sa bravoure. Gravement blessé à l'un de ses derniers assauts, François est en convalescence chez la duchesse de Blainville, sa tante, qui l'a recueilli à la mort de ses parents.
Amie intime de la reine, la duchesse n'a qu'une idée : marier son neveu.

## Distribution
- Robert Etcheverry : François de Recci / Le Chevalier Tempête
- Geneviève Casile : Isabelle de Sospel
- Jacques Balutin : Guillot
- Denise Grey : La Duchesse de Blainville
- Claude Gensac : Mireille
- Franck Estange : Ricardo
- Giani Esposito : Mazarin
- Mario Pilar : Alonzo
- Angelo Bardi : Bodinelli
- Gilles Pelletier : Thoiras
- José Luis de Vilallonga : Castellan
- Jean Martinelli : Comte de Sospel
- Gérard Buhr : Kleist
- Dora Doll : Coralie
- Eva Damien : Lisette
- Jacques Échantillon : Arsène
- Monique Morisi : Suzanne
- Hubert Noël : Flins
- Michèle Varnier : Zerbinette
- Christian Le Guillochet : Robiro

## Épisodes
1. Le Mal de gloire
2. La Discipline et le héros
3. La Mission
4. Le Carrosse du pape
5. Les Bandits
6. La Route de Menton
7. L'Agent du cardinal
8. La Jalousie
9. La Politique de Monsieur de Mazarin
10. La Partie d'échecs
11. La Frontière du Var
12. L'Assaut ou quand roulent les tambours
13. Quand roulent les tambours ou la duchesse de Blainville